# Maculinea argus
Maculinea argus är en fjärilsart som beskrevs av Jean Baptiste Boisduval 1832. Maculinea argus ingår i släktet Maculinea och familjen juvelvingar. Inga underarter finns listade i Catalogue of Life.